# Bulsjö
Bulsjö är ett säteri i Sunds socken, Ydre härad och kommun, Östergötlands län, en kilometer från Österbymo station.
Säteriet har sedan 1630 ägts av ätterna Bååt, Drake af Hagelsrum och Wrangel. Det inköptes 1831 av "Ydredrotten" Leonard Fredrik Rääf, vars släkt fortfarande äger gården. En ny huvudbyggnad uppfördes 1919.